# Rennae Stubbs
 (Sydney, 26 marzo 1971) è un'allenatrice di tennis ed ex tennista australiana.

## Biografia
Tennista con carriera estremamente longeva, dal suo esordio nel circuito professionista del 1988 ha continuato a parteciparvi per oltre vent'anni.
La sua migliore posizione in singolo fu la sessantaquattresima, nel doppio invece è stata la numero uno dal 21 agosto 2000. Durante la sua carriera vinto sei titoli del Grande Slam, quattro nel doppio femminile e due nel doppio misto. Sia agli Australian Open 2000 che agli US Open 2001 è riuscita a vincere in accoppiata nel femminile e doppio misto. Nel 2001 ha conquistato anche il Masters di fine anno insieme a Lisa Raymond.

Ha rappresentato la propria nazione per quattro Olimpiadi consecutive, in Fed Cup conta invece 41 match con la squadra australiana con 28 vittorie.
Dichiaratamente lesbica, ebbe una relazione sentimentale con la sua compagna di doppio, la statunitense Lisa Raymond.